# Gash-Gruppe
Die Gash-Gruppe ist eine neolithische Kultur, die im Osten des Sudan und im Westen des angrenzenden Eritrea von etwa 3000 bis 1800 v. Chr. blühte. Die Fundorte liegen am Fluss Gash in der Umgebung von Kassala. Die Gash-Gruppe folgte in diesen Regionen der Butana-Gruppe.
Die typische, meist mit einfachen Ritzverzierungen dekorierte Keramik dieser Kultur fand sich an diversen Fundorten. Die Keramik hat Ähnlichkeiten mit der von Kerma und mit der Keramik der Pfannengräberkultur.
Der bisher am besten ausgegrabene Ort ist Mahal Teglinos. Hier fanden sich Reste von runden Hütten aus Stroh und einfachen Materialien, aber auch einige rechteckige Lehmziegelbauten, bei denen es sich um die südlichsten dieser Art von Bauten in Afrika zu dieser Zeit handelt. Neben der Keramik fanden sich viele Steinwerkzeuge. Siegel und Siegelabdrücke deuten auf eine entstehende Verwaltung von Gütern. Es fanden sich ägyptische Keramik und Fayenceperlen, die wohl auch aus Ägypten stammen. Pflanzliche und tierische Reste deuten eine Mischung von Ackerbau und Viehhaltung als Existenzgrundlage an. Bei der Siedlung fanden sich auch zwei große Friedhöfe. Bis auf Schmuck waren die meisten Gräber beigabenlos. Einige von ihnen waren an der Oberfläche mit großen, undekorierten Stelen markiert.
Auf die Gash-Gruppe folgte die Jebel-Mokram-Gruppe.